# Individual Thought Patterns
Individual Thought Patterns peti je studijski album američkog death metal-sastava Death. Diskografska kuća Relativity Records objavila ga je 22. lipnja 1993. godine. Jedini je uradak skupine na kojem je gitaru svirao Andy LaRocque, prvi je na kojem se pojavio bubnjar Gene Hoglan, a drugi i posljednji na kojem je bas-gitaru svirao Steve DiGiorgio.

## O albumu
Sean Reinert i Paul Masvidal napustili su Death nakon turneje za album Human kako bi se mogli usredotočiti na Cynic, svoj glavni sastav. Andy LaRoque iz skupine King Diamond svirao je gitaru na uratku, dok se grupi pridružio bubnjar Gene Hoglan. Snimljen je glazbeni spot za pjesmu "The Philosopher".
Andy LaRoque nije mogao otići na turneju s Deathom zbog svojih obaveza u King Diamondu; umjesto njega gitaru je na europskoj turneji svirao Craig Locicero iz Forbiddena, dok je gitaru na američkoj turneji svirao Ralph Santolla iz Eyewitnessa.
Na albumu se nalazi pjesma "The Philosopher", za koju je snimljen i glazbeni spot. Reproducirao se na MTV-u, ali se pojavio i u animiranoj komediji situacije Beavis & Butthead, u kojem Beavis i Butthead pomisle da je dječak u spotu isti dječak koji se pojavio u spotu za pjesmu "Jeremy" sastava Pearl Jam i rugaju se Schuldinerovim vokalima. Mrežno mjesto Metal-Rules.com uradak je navelo kao stoti najbolji heavy metal album svih vremena, ali i jedanaesti najbolji album ekstremnog metala svih vremena. Pojavio se i u prvih dvadeset mjesta popisa Metal gitarskih albuma časopisa Guitar Player Magazine. Relapse Records remiksao je i ponovno objavio album u listopadu 2011. godine.

## Glazbeni stil i tekstovi
Na Individual Thought Patternsu gotovo u potpunosti izostaju elementi brutalnog death metala s prethodnih uradaka. Kao što je slučaj s prethodnim albumom Human, na glazbu su utjecali jazz i power metal. Vokali Chucka Schuldinera odmaknuli su se od growlanja tipičnog za žanr i čišći su. Kritičari su posebno pohvalili Schuldinerovo sviranje gitare i bubnjarski stil Genea Hoglana.
Tekstovi pjesama govore o raznim aspektima ljudskosti, a prisutne su i kritike društvenih normi, konstrukata i percepcija.

## Popis pjesama
Tekstovi i glazba: Chuck Schuldiner. 
| 1.    | »Overactive Imagination«      | 3:30 |
| 2.    | »In Human Form«               | 3:57 |
| 3.    | »Jealousy«                    | 3:41 |
| 4.    | »Trapped in a Corner«         | 4:14 |
| 5.    | »Nothing Is Everything«       | 3:19 |
| 6.    | »Mentally Blind«              | 4:49 |
| 7.    | »Individual Thought Patterns« | 4:01 |
| 8.    | »Destiny«                     | 4:06 |
| 9.    | »Out of Touch«                | 4:22 |
| 10.   | »The Philosopher«             | 4:13 |
| 40:12 |                               |      |

## Recenzije
Steve Huey, recenzent s mrežnog mjesta AllMusic, albumu je dodijelio četiri i pol zvjezdica od njih pet i izjavio: "Chuck Schuldiner još više ističe gitarske harmonije uz pomoć gitarista Andyja LaRocquea iz King Diamonda. Basist Steve DiGiorgio svojim se glazbalom služi kao trećom gitarom, zbog čega nastaje jedinstvena glazbena međuigra. Individual Thought Patterns zacementirao je reputaciju Deatha ne samo kao jednog od osnivača death metala, nego i kao jednog od najkreativnijih, glazbeno najvještijih i najslušljivijih sastava tog žanra." Recenzent mrežnog mjesta Sputnikmusic dao mu je četiri boda od njih pet i komentirao: "Na tom četrdesetominutnom albumu i dalje se nalaze vrlo snažni rifovi kojima se Death oduvijek služio, ali kao što je slučaj s prethodnikom Individual Thought Patternsa, Humanom, rifovi, solodionice i bubnjanje tehnički su zahtjevniji nego ikada prije." Dodao je: "Basističke dionice Stevea DiGiorgija jasno se čuju i solidno podupiru gitare, što je rijetkost u death metalu." Kao jedinu manu albuma naveo je "glas Chucka Schuldinera. Chuckovi vokali mogu se opisati dubokim, kaotičnim vikanjem. Slični su onome što se može čuti u thrash metalu, iako su malo dublji do toga i zvuče pomalo jezivo, a opet nisu toliko duboki i jezivi da bi ih se moglo smatrati režanjem death metala. Chuckov način pjevanja prilično je jednostavan i bez varijacija; iako znaju biti dosta naporni, solidno su izvedeni. Međutim, njegovo pjevanje ne umanjuje činjenicu da su pjesme izvrsno skladane i izvedene. Ipak, da mogu zamijeniti Chuckove vriskove za prestižnije death growlove, vrlo bih vjerojatno to učinio jer bi oni zasigurno Individual Thought Patterns učinili snažnijim [uratkom]."

## Zasluge
| Death - Chuck Schuldiner – vokali, gitara, produkcija - Steve DiGiorgio – bas-gitara - Gene Hoglan – bubnjevi Dodatni glazbenici - Andy LaRocque – gitara | Ostalo osoblje - Scott Burns – produkcija, tonska obrada - René Miville – ilustracije - David Bett – umjetnički direktor - Kathy Milone – dizajn |